# 過濾氣泡

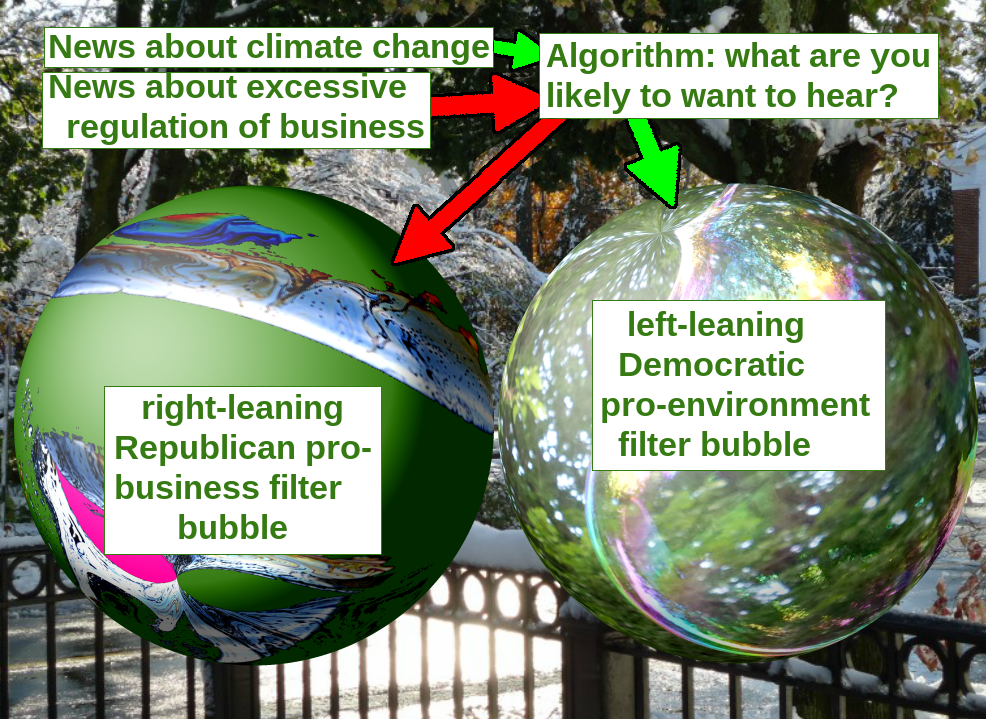
根據網路活動家艾利·帕里澤（Eli Pariser）的說法，社交媒體無意中將使用者隔離在各自的意識形態過濾泡泡中

過濾氣泡（英語：filter bubble），又稱為同溫層、個人化資料過濾，是一種網站針對個人化搜尋、推荐系统和算法管理篩選後內容的結果所造成的現象。搜尋结果根據用户信息，例如其位置、過去的點擊行為和搜索歷史記錄。 因此，這種結果可能會導致使用者越來越看不到他們不同意的觀點或資訊，使得認知過於單向，並處於他們的文化、意識形態氣泡之中，最终形成一种有限的、個人化的世界观。 这些算法做出的选择只有有时是透明的。 主要的例子包括Google搜尋的個人化搜尋結果以及Facebook的個人化動態消息、亞馬遜與Netflix的過濾性推薦系統。這個詞彙被網路活動家艾利·帕里澤提出。
尽管“过滤气泡”的概念在公共讨论中被广泛使用，然而，關於個性化過濾的發生程度以及此類活動是否有益或有害，存在相互矛盾的報告，且各項研究的結果並未得出明確結論。牛津大学的研究指出，“过滤气泡”的影响可能被夸大，警示人们应该注重实证研究，并避免过度简化该问题。
「過濾氣泡」一詞由網路活動家艾利·帕里澤於2010年左右提出。在帕里澤於2011年出版的書籍《搜尋引擎沒告訴你的事》中預測 ，透過算法過濾進行的個性化定製的內容將導致智力孤立與社會分化。 帕里澤認為，過濾氣泡效應可能對公民討論產生負面影響，但也有觀點認為其影響有限且可解決。 根據帕里澤的觀點，使用者接觸到的對立觀點較少，思想被孤立在自己的過濾氣泡中。 他舉例說明，一位使用者在Google搜尋「BP」時，獲得的內容是關於英国石油公司的投資新聞，而另一位搜尋者則得到了有關深水地平线漏油事件的資訊，並指出儘管使用相同關鍵字，兩個搜尋結果頁面「截然不同」。     2016 年美国总统大选的結果與社交媒體平台如Twitter和Facebook的影響有關， 這引發了對「過濾泡泡」現象是否會影響用戶接觸假新闻和回音室效應的質疑， 並引起了對該術語的新興關注， 許多人擔心這一現象可能通過加劇錯誤信息的影響來損害民主與福祉。      

## 概念
帕里澤（Pariser）將「過濾氣泡」的概念正式定義為「由這些算法所構建的個人資訊生态系统」。 網路使用者的過去瀏覽與搜尋紀錄，會隨著時間累積，當他們透過「點擊連結、查看朋友、將電影加入觀片清單、閱讀新聞報導」等行為表達對特定議題的興趣時，這些資訊會被收集。  隨後，網路公司會利用這些資料針對使用者投放目標式廣告，或使某些類型的資訊在搜尋结果页面中更加突出地顯示。 
這個過程並非隨機，而是遵循帕里澤的三個步驟進行的，他表示：「首先，你需要了解使用者是誰以及他們的興趣。接著，你提供最適合他們的內容和服務。最後，進行調整，你需要確保適配更為精確。使用者的身份會影響他們接觸到的媒體。」  帕里澤報告道：
根據《華爾街日報》的一項研究，從CNN到Yahoo，再到MSN，前50大網站平均安裝64個含有大量數據的Cookie和個人追蹤信標。在Dictionary.com搜尋「抑鬱」這個詞時，該網站會在你的電腦上安裝多達223個追蹤Cookie和信標，讓其他網站可以針對你推送抗抑鬱藥物的廣告。若在ABC News分享一篇關於烹飪的文章，你可能會在網路上被特氟龍鍋具的廣告所追蹤。即使只是短暫打開一個顯示配偶可能作弊徵兆的頁面，你也可能會被DNA親子鑑定廣告困擾。 
根據網站流量測量顯示的連結點擊數據，過濾氣泡可以是集體的，也可以是個人化的。 
2011年，一位工程師告訴帕里澤，Google會根據57個不同的數據項目來個性化使用者的搜尋結果，其中包括非Cookie類型的資訊，例如使用的電腦類型及使用者的實際位置。 
帕里澤的過濾氣泡概念在2011年5月的TED 演讲後廣為流傳。在演講中，他舉例說明了過濾氣泡的運作方式以及其可見的地方。在一項旨在展示過濾氣泡效應的實驗中，帕里澤要求幾位朋友在Google搜尋「埃及」一詞並將結果發送給他。比較其中兩位朋友的搜尋結果頁面時，雖然他們在新聞和旅遊等主題上有重疊，但其中一位朋友的結果頁面顯示了有關當時進行中的2011 年埃及革命的資訊連結，而另一位朋友的結果頁面則未顯示這些連結。
在《搜尋引擎沒告訴你的事》一書中，帕里澤警告過濾搜尋可能帶來的負面影響，指出它使我們遠離新的想法、議題和重要資訊， 並創造出一種錯覺，讓我們認為狹隘的自我利益即是唯一存在的事物。 他認為，過濾氣泡可能對個人及社會造成傷害。他批评 Google和Facebook為使用者提供「過多的糖果而不足夠的胡蘿蔔」。 他還警告，「無形的算法編輯」可能會限制我們接觸新資訊的機會，並縮小我們的視野。根據帕里澤的觀點，過濾氣泡的負面影響之一是可能對社會造成危害，因為它們有可能「削弱公民話語」，並使人們更易受到「宣傳與操控」的影響。 他寫道：
一個由熟悉事物構成的世界，是一個無法學到新知的世界……（因為）存在著無形的自動宣傳，讓我們被自己的思想所洗腦。——艾利·帕里澤2011年時在《經濟學人》發表的內容

許多人並未察覺過濾氣泡的存在。這可以從《衛報》的一篇文章中得知，文章提到「超過60%的Facebook使用者完全不知Facebook存在任何內容策展，而是認為每一則來自朋友和關注頁面的故事都會出現在他們的新聞動態中。」 簡單來說，Facebook會決定哪些內容應該出現在使用者的新聞動態中，依賴的是一種演算法，該算法會考量「使用者過去如何與類似的帖子互動」。 

### 概念的延伸
過濾氣泡被形容為加劇了一種現象，稱為「網路分裂」或「網路巴爾幹化」， 這種現象發生於互聯網被劃分為由志同道合的人組成的子群體時，這些群體在自己的線上社群中相互隔離，無法接觸到不同的觀點。這一擔憂可追溯至網際網路的早期，「網路巴爾幹化」這一術語於1996年首次提出   其他術語也被用來描述此現象，包括“意識形態框架” 和「你在搜尋網路上時所處的比喻性領域」。 
過濾氣泡的概念已被擴展至其他領域，用來描述那些根據政治觀點、經濟、社會和文化情況而自我隔離的社會。 這種現象導致了廣泛社群的喪失，並創造出一種感覺，例如，孩子們似乎不適合參加社交活動，除非這些活動特別為孩子設計，且對沒有孩子的成年人缺乏吸引力 
歐巴馬在告別演說中提到了一個與過濾氣泡相似的概念，並將其視為對「美國民主的威脅」，即「我們退縮進自己的氣泡中，...特別是在我們的社交媒體動態中，周圍都是與我們相似的人，擁有相同的政治觀點，並且從不挑戰我們的假設...而且，隨著時間推移，我們變得如此安於自己的氣泡，以至於只接受符合我們觀點的信息，無論其真偽，而不是根據現有的證據來形成我們的看法。」

### 與回音室效應的比較
「回音室」與「過濾氣泡」都描述了個體暴露於狹窄範圍的觀點和立場，這些觀點和立場加強了他們既有的信念與偏見，但兩者之間存在一些微妙的區別，特別是在社交媒體的使用方式上 
在新聞媒體中，回音室是用來比喻一種情況，其中信念在封閉系統內通過溝通和重複而被放大或強化。 该這個術語源自社會學中的選擇性接觸理論，並以聲音在空心回音室中反射的現象作為比喻。關於社交媒體，這種情況促進了自我選擇的個性化機制，該機制指的是用戶在特定平台上可以主動選擇進入或退出資訊消費的過程，例如用戶能夠關注其他用戶或加入群組。 
在回音室中，人們可以尋找強化自己既有觀點的信息，這可能無意中成為确认偏差的一種表現。這種反饋機制可能會加劇政治與社会的两极分化和极端主义。並促使用戶在社交網絡中形成同質性群體，進而加劇群體極化。  「回音室」強化了個人的信念，卻缺乏事實支持。個體被認同並遵循相同觀點的人圍繞，但他們同時也有能力突破回音室的限制。 
另一方面，過濾氣泡是隱性預設的個性化機制，使用者的媒體消費由個性化算法所塑造；用户看到的內容會經由人工智慧驅動的算法過濾，進一步強化他們既有的信念和偏好，並可能排除相對或多元的觀點。在在這種情況下，使用者扮演的是較為被動的角色，被視為技術的受害者，因為這項技術自動限制了他們接觸那些可能挑戰其世界觀的信息。 然而，部分研究者認為，因為使用者仍然透過與搜尋引擎和社交媒體網絡的互動，積極選擇性地策劃自己的新聞源和資訊來源，這使得他們實際上直接協助了由人工智慧驅動的過濾過程，進而有效參與了自我隔離的過濾氣泡
儘管這些術語有所不同，但在學術界與平台研究中，它們的使用是密切相關的。在社交網絡研究中，由於過濾算法的可存取性有限，往往難以區分這兩個概念，這可能會限制研究者比較和對比這兩個概念的作用 隨著許多社交媒體平台也開始限制學術研究所需的API存取，這類研究將變得越來越難以進行。 

## 反应和研究

### 媒体反应
有關個性化過濾的發生程度以及這種行為是否有益或有害，存在相互矛盾的報告。分析師雅各布·韋斯伯格（Jacob Weisberg）於2011年6月為Slate撰文，撰文，進行了一項小型非科學實驗來測試帕里澤的理論，實驗中五名具有不同意識形態背景的同事進行了一系列搜尋，“约翰·博纳”、“巴尼·弗兰克”、“瑞安计划”和“ 患者保护与平价医疗法案 ”，並將他們的搜尋結果截圖發送給韋斯伯格。結果顯示，從人到人之間的差異僅限於些微之處，且任何差異似乎與意識形態無關，這讓韋斯伯格得出結論，過濾氣泡並未生效，並表示，大多數網路使用者「在每日的資訊流中餵食自己」的說法被過度誇大。 韋斯伯格向Google詢問回應，Google的發言人表示，該公司設有算法故意「限制個性化，並促進多樣性」 書評人保羅·布廷（Paul Boutin）對擁有不同搜尋歷史的人進行了類似的實驗，結果發現不同的搜尋者幾乎得到了相同的搜尋結果 記者佩爾·格蘭克維斯特（Per Grankvist）私下訪問了Google的程序員，發現用戶數據對決定搜尋結果的作用較大，但經過測試，Google認為搜尋查詢無疑是決定顯示結果的最佳依據 
有報導指出，Google 和其他網站會維護龐大的「檔案」，這些檔案包含用戶的資訊，並且如果選擇這麼做，這些資訊可能會讓它們進一步個性化使用者的網路體驗。例如，Google 具備追蹤用戶歷史紀錄的技術，即使使用者沒有 Google 帳號或未登入，仍然能夠實現。 有報導提到，Google 收集了來自各種來源的「10 年資料」，例如Gmail 、Google地图以及搜索引擎等服務， 美国有线电视新闻网 (CNN)分析师道格·格羅斯（Doug Gross）認為，過濾搜尋對消費者的幫助大於對公民的影響，並指出它能幫助尋找「披薩」的消費者根據個性化搜尋找到當地的外送選項，並過濾掉遙遠的披薩店 《华盛顿邮报》、 《纽约时报》等媒體機構也曾試驗創建新的個性化資訊服務，旨在量身定制搜尋結果，以符合使用者的喜好或立場

### 学术研究
随着“过滤气泡”在美国以外的地区开始被研究，许多研究结果对“过滤气泡”的担忧提出了质疑，认为目前缺乏足够的实证研究支持这种担忧。2022年1月，牛津大学路透新闻研究所发布综述文章《回音室、过滤气泡与两极分化：文献综述》，认为“过滤气泡”可能被部分学者和公众夸大，原因在于大部分人的媒体选择范围十分多样，只有少部分人只在立场鲜明的媒体中获取信息。与许多人所设想的不同，算法推荐通常增加信息的多样性。多项研究指出算法推荐会使用户接触的新闻更加多样化，而不是越来越狭隘，这与“过滤气泡”的假设完全相反。
自我选择是导致人们感觉有“过滤气泡”感的主要原因。人们倾向于避免接触与自己观点相悖的信息，而选择与自己观点一致的信息，这主要是是人的偏好产生的结果，将所有的错误归咎于技术是不正确的。
公众对于“过滤气泡”的误解主要有：
- 个性化推荐未必导致“过滤气泡”：与“过滤气泡”的假设相反，个性化推荐在许多情况下帮助用户探索其感兴趣的内容，但未必会导致信息上的隔绝；
- “过滤气泡”并没有人们设想得那么普遍：多项研究支持只有少数人活在“过滤气泡”中，多数人会接触到不同的观点；
- 互联网未必是导致两级分化的罪魁祸首：两级分化的因素可能是多方面促成的，将所有问题归咎于互联网与社交媒体有失偏颇[5]；

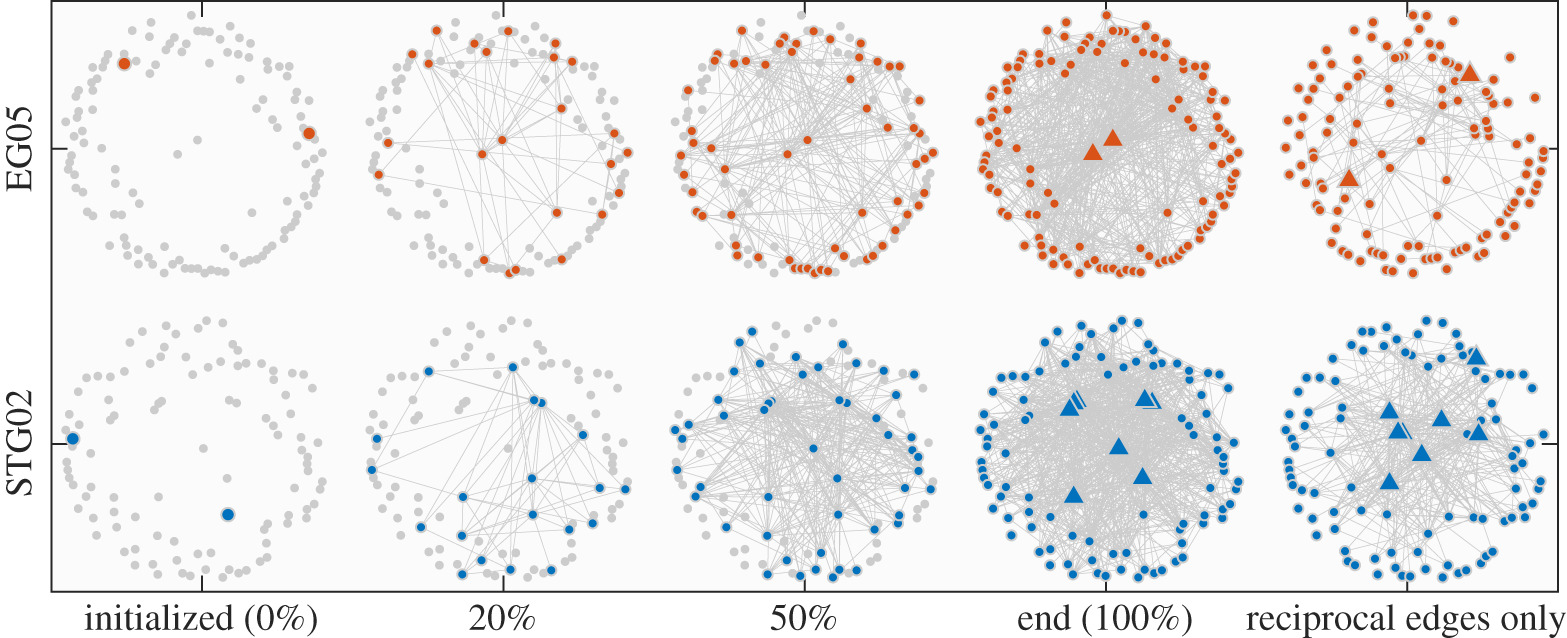
2019年微博研究中，兩個社交媒體機器人的過程和增長的可視化。根據該研究，這些圖表展示了過濾氣泡結構的兩個方面：圍繞單一主題的大量用戶集群，以及影響關鍵信息流的單向、星狀結構。

## 對策

### 個人層面
在《搜尋引擎沒告訴你的事》一書中， 互聯網活動家Eli Pariser指出，過濾氣泡的普及更加凸顯了個人橋接社會資本的重要性，這一概念由羅伯特·普特南（Robert Putnam）所提出。Pariser認為，過濾氣泡會加強社會同質化，使得不同利益和觀點之間的聯繫逐漸削弱。 從這個角度來看，高水平的橋接資本有助於通過擴大我們接觸超越個人利益的社會空間來促進社會包容。提升橋接資本，例如通過在非正式場合與更多人建立聯繫，可能是減少過濾氣泡效應的有效途徑。
用戶可以採取許多行動來突破過濾氣泡，例如有意識地評估自己接觸到的信息，並批判性地思考自己是否正在接觸各種不同的內容。 用戶可以有意識地避開那些無法驗證或資訊薄弱的新聞來源。IAB行銷副總裁Chris Glushko建議使用事實查證網站來辨別假新聞。 技術也可以在對抗過濾氣泡方面發揮重要作用。
一些瀏覽器插件旨在幫助用戶走出過濾氣泡，並讓他們意識到自己偏向的觀點；這些插件會顯示與他們的信仰和觀點相矛盾的內容。除了插件之外，還有一些應用程式專門設計來鼓勵用戶打破回音室效應。例如，像《Read Across the Aisle》這樣的新聞應用會提示用戶閱讀不同的觀點，特別是當他們的閱讀習慣過於偏向某一方或意識形態時。 儘管這些應用程式和插件為用戶提供了工具，但Eli Pariser指出：「當然，這裡也有個人責任，必須主動尋找那些與自己不同的來源和人群。」
由於網路廣告會加劇過濾氣泡的影響，通過向用戶展示更多相似的內容，用戶可以通過刪除搜尋歷史、關閉定向廣告或下載瀏覽器擴展來屏蔽大部分廣告。部分用戶會選擇使用匿名或非個性化的搜尋引擎，例如YaCy、DuckDuckGo、Qwant、Startpage.com、Disconnect和Searx，以避免公司收集他們的搜尋數據。《瑞士日報》《Neue Zürcher Zeitung》正在測試一款個性化新聞應用，該應用利用機器學習推測用戶的興趣，同時「始終包含驚喜元素」；其目的是將一些用戶過去不太可能關注的故事加入到他們的新聞流中。
歐盟已經開始採取措施，旨在減少過濾氣泡的影響。歐洲議會正在資助對過濾氣泡如何影響人們獲取多元新聞的調查。 同時，歐盟還推出了一項計劃，旨在幫助市民提高對社交媒體的認識與使用方式。 在美國，CSCW小組建議媒體消費者使用新聞聚合應用程式，以拓寬他們的新聞視野。這些新聞聚合應用會掃描當前的所有新聞文章，並引導用戶閱讀不同觀點的內容。用戶也可以使用一種視覺化的新聞平衡器，顯示自己在閱讀新聞時是否有偏向。若偏向右派，則顯示紅色條形增大；若偏向左派，則顯示藍色條形增大。針對這款新聞平衡器的研究結果表明，「在看到反饋的用戶中，閱讀行為有了小幅但明顯的變化，向更加均衡的曝光轉變，相較於對照組有所不同」。

### 媒體公司方面
由於近期對社交媒體信息過濾的關注，Facebook已經承認了過濾氣泡的存在，並開始採取措施來消除這一現象。 2017年1月，Facebook因為一些用戶未能看到熱門事件，決定從「熱門話題」列表中去除個性化設定。 Facebook的策略是推翻2013年推出的「相關文章」功能，該功能會在用戶閱讀完共享的文章後，展示相關新聞。如今，改進後的策略將顛倒這一過程，展示來自不同觀點的文章，而非僅僅是相同觀點的報導。此外，Facebook也在進行篩選過程，保證只有來自可信來源的文章會被展示。與Craigslist創始人及其他合作夥伴一起，Facebook已經投入1400萬美元，旨在「提高全球對新聞的信任，並促進更有建設性的公共對話」。 其理念是，即使人們只閱讀來自朋友分享的帖子，這些帖子也應該是可信的。
同樣地，Google於2018年1月30日也承認其平台存在過濾氣泡的問題。由於目前的Google搜尋結果會根據「權威性」和「相關性」的算法排名，這使得某些搜尋結果會被隱藏或顯示出來，Google正在努力解決這一問題。為了限制過濾氣泡的範圍，Google正在訓練其搜尋引擎識別搜尋查詢的用戶意圖，而不僅僅依據字面語法。這一訓練的初步階段將於2018年第二季度推出。然而，涉及偏見或爭議性意見的問題將推遲處理，這引發了目前仍然存在的一個更大問題：搜尋引擎究竟應該充當真理的裁決者，還是作為一個指導決策的知識性工具？
2017年4月，報導指出，Facebook、Mozilla和Craigslist共同出資1400萬美元，支持CUNY的「新聞誠信計劃」，該計劃旨在對抗假新聞並促進更誠實的新聞媒體。
隨後在8月，Mozilla（Firefox瀏覽器的開發者）宣布成立Mozilla信息信任計劃（MITI）。此計劃旨在作為一項集體努力，開發產品、進行研究，並提出基於社群的解決方案，以應對過濾氣泡的影響以及假新聞的蔓延。Mozilla的開放創新團隊負責領導此計劃，專注於對抗虛假信息，並特別關注與信息素養、研究及創意干預相關的產品。

## 倫理影響
隨著雲端服務的普及，構建過濾氣泡的個人化演算法預期將變得更加普遍。 學者已開始從倫理學角度考量過濾氣泡對社群媒體使用者的影響，尤其是在個人自由、安全性和資訊偏見等方面。 社群媒體與個人化搜尋網站的過濾氣泡，經常透過演算法決定使用者看到的特定內容，且多數情況下未經使用者的直接同意或知悉，因為內容的策展是由演算法自動完成的。根據行為模式生成的個人化內容可能導致部分資訊盲區。 批評者認為，由於過濾氣泡的普遍存在，個人可能會失去對其社群媒體體驗的控制權，且其身份有可能因此被社會建構。
科技專家、社群媒體工程師與電腦專家也探討了過濾氣泡的廣泛存在。 Facebook創辦人馬克·祖克伯與《過濾氣泡》的作者伊萊·帕里澤都曾表達對隱私風險及資訊極化的擔憂。 個人化搜尋引擎與社群媒體平台的使用者資訊並非完全保密，儘管一些人認為這些資料應該受到保護。 對隱私的擔憂引發了討論，即資訊技術人員是否有道德責任在不操控用戶未來資訊暴露的情況下，利用用戶的線上活動數據。
一些學者對過濾氣泡對個人和社會福祉的影響表示關切，特別是在健康資訊向大眾傳播以及網路搜尋引擎可能改變健康相關行為方面的潛在影響。 一本2019年的跨學科書籍探討了過濾氣泡在健康錯誤資訊中的角色，並提供了相關的研究與觀點。 這本書結合了新聞學、法律、醫學與健康心理學等不同領域，探討了各種爭議性健康信念（如替代醫學和偽科學）以及應對過濾氣泡和回音室對健康議題負面影響的潛在解決方案。2016年一項關於過濾氣泡對自殺相關搜尋結果潛在影響的研究發現，演算法在是否顯示幫助熱線和相關搜尋結果方面起著關鍵作用，並討論了該研究對健康政策的潛在啟示。 另一項2016年克羅埃西亞醫學期刊的研究則提出了一些減少過濾氣泡對健康資訊有害影響的策略，例如：加強公眾對過濾氣泡及其影響的認識，鼓勵用戶選擇其他[非Google]搜尋引擎，並更多地解釋搜尋引擎如何決定顯示結果的過程。
由於個別社群媒體用戶所見的內容會受到產生過濾氣泡的演算法影響，因此，使用社群媒體平台的用戶更容易受到確認偏誤的影響， 並可能接觸到有偏見和誤導性的資訊。 社會分類和其他無意的歧視性行為也預計會由個人化過濾所引發。
鑑於2016年美國總統選舉，學者們同樣對過濾氣泡對民主和民主過程的影響表示關切，以及“意識形態媒體”的興起。 這些學者擔心，隨著過濾氣泡創建了個人化的社交媒體動態，用戶將無法「超越自己狹隘的自我利益」，從而使他們與多元觀點及周圍社群隔離開來。 因此，越來越多的討論開始提到，應該設計更多隨機性元素的社交媒體，亦即主動推薦超出用戶過濾氣泡的內容，包括具有挑戰性的政治信息，並最終向用戶提供賦能過濾器和工具。 另一項相關的關切是，過濾氣泡如何促進假新聞的蔓延，並且這可能會影響政治傾向，包括用戶的投票行為。
2018年3月，揭露了劍橋分析公司（Cambridge Analytica）在2016年總統選舉期間，為至少8700萬個Facebook用戶收集並利用資料的事件，這突顯了過濾氣泡所帶來的倫理問題。 劍橋分析公司的聯合創始人兼吹哨人Christopher Wylie詳細說明了該公司如何通過這些用戶資料建立「心理檔案」，並利用這些資料來影響用戶的投票行為。 第三方如劍橋分析公司訪問用戶資料，可能加劇並放大已經存在的過濾氣泡，人工強化現有的偏見，進一步加深社會的分裂。

## 過濾氣泡的危害
過濾氣泡源自於媒體個性化的興起，這種現象可能會將使用者困在其中。人工智慧用於個性化推送的方式，可能會導致使用者只看到強化其既有觀點的內容，而不會挑戰這些觀點。像是 Facebook 等社交媒體網站，也可能以使使用者難以判斷內容來源的方式呈現內容，迫使他們自行決定該來源是否可靠或是否為假訊息。 這可能使人們習慣聽取自己想聽的內容，進而在看到相對立的觀點時反應更為激烈。過濾氣泡可能會使個人將任何反對的觀點視為錯誤，從而使媒體能夠將觀點強加於消費者。   
研究指出，過濾氣泡會加強個人已經持有的想法。因此，利用提供多元觀點的資源變得極為重要。 